# Hannah Kelly
Hannah Kelly (* 20. Dezember 2000 in Bury) ist eine britische Sprinterin, die sich auf den 400-Meter-Lauf spezialisiert hat.

## Sportliche Laufbahn
Erste Erfahrungen auf Wettkämpfen internationaler Ebene sammelte Hannah Kelly im Jahr 2019, als sie bei den U20-Europameisterschaften in Borås mit 23,76 s im Halbfinale im 200-Meter-Lauf ausschied. 2021 belegte sie bei den U23-Europameisterschaften in Tallinn in 3:33,06 min den fünften Platz mit der britischen 4-mal-400-Meter-Staffel und 2023 gelangte sie bei den Halleneuropameisterschaften in Istanbul mit 3:32,65 min auf Rang sechs. Im Jahr darauf verhalf sie der Mannschaft bei den Hallenweltmeisterschaften in Glasgow zum Finaleinzug und trug damit zum Gewinn der Bronzemedaille bei. Im Mai wurde sie bei den World Athletics Relays in Nassau in 3:25,84 min Vierte in der Finalrunde über 4-mal 400 Meter und anschließend belegte sie bei den Europameisterschaften in Rom in 3:13,97 min den fünften Platz in der Mixed-Staffel. Im August verhalf sie der Frauenstaffel bei den Olympischen Sommerspielen in Paris zum Finaleinzug und trug damit zum Gewinn der Bronzemedaille bei.
2025 gewann sie bei den Halleneuropameisterschaften in Apeldoorn in 3:24,89 s gemeinsam mit Lina Nielsen, Emily Newnham und Amber Anning die Silbermedaille in der 4-mal-400-Meter-Staffel hinter dem niederländischen Team.

## Persönliche Bestleistungen
- 200 Meter: 23,53 s (+1,7 m/s), 30. Juni 2019 in Mannheim
  - 200 Meter (Halle): 24,22 s, 25. Februar 2018 in Sheffield
- 400 Meter: 51,96 s, 25. Mai 2024 in Brüssel
  - 400 Meter (Halle): 52,61 s, 17. Februar 2024 in Birmingham